# Kroon-Vlaanderen

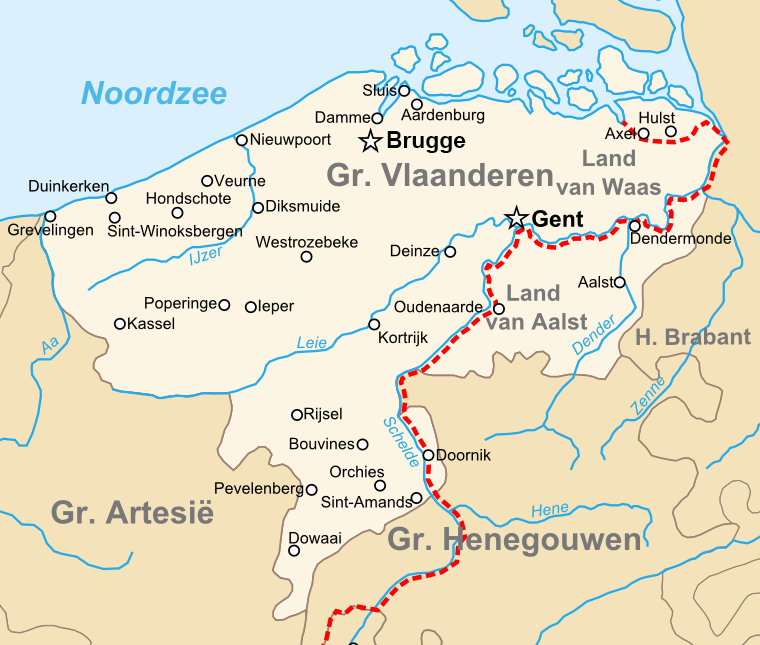
Topografische kaart van het Graafschap Vlaanderen met de grens van het Heilige Roomse Rijk in het rood. Kroon-Vlaanderen lag ten westen van deze grens. Op deze kaart ontbreekt de grens ter hoogte van de Vier Ambachten

Kroon-Vlaanderen was een deel van het Graafschap Vlaanderen dat ten westen van de Schelde lag en in leen werd gehouden van de Franse koningen. Het behoorde sinds het Verdrag van Verdun (843) tot het grondgebied van West-Francië, een grondgebied dat grotendeels overeenkomt met het huidige Frankrijk.
Het andere deel van het graafschap noemt men Rijks-Vlaanderen. Dat waren rijkslenen, waarvoor de graaf leenhulde verschuldigd was aan de Duitse keizer. Dit betreft de Vier Ambachten/het Land van Hulst, Walacra/Zeeland Bewestenschelde (de eilanden Walcheren, Noord-Beveland, Zuid-Beveland, Wolphaartsdijk, Borssele, Baarland en Rilland) en het Land van Aalst. Wat die laatste betreft: bij de opdeling van de historische Brabantgouw hield de graaf van Vlaanderen vanaf de 11e eeuw ook ten oosten van de Schelde lenen.   
In 1529 zorgde de Damesvrede van Kamerijk ervoor dat de Franse koning, Frans I, zijn aanspraken op Kroon-Vlaanderen opgaf.